# Abdij van Sankt Georg

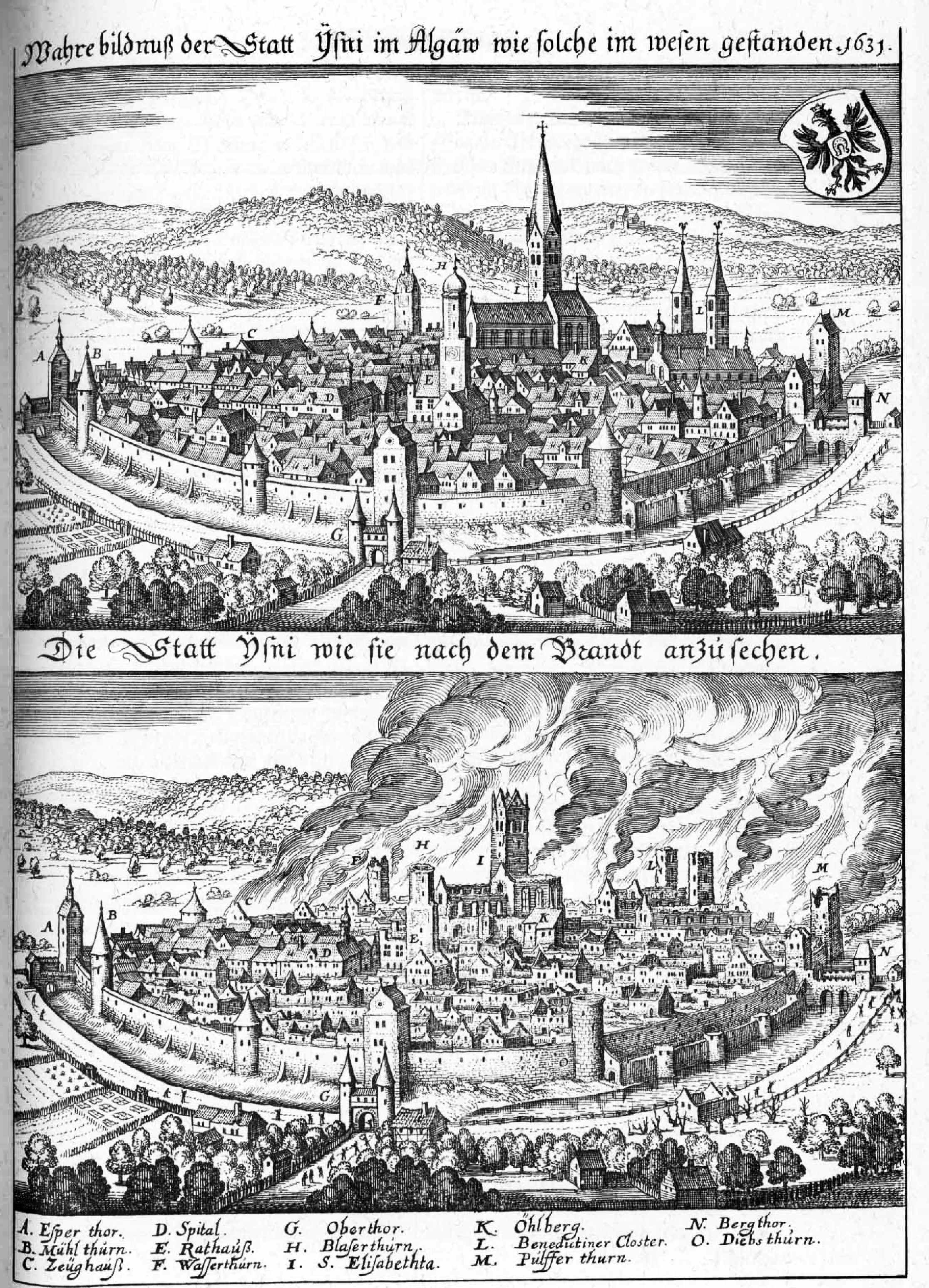
Isny voor en na een grote brand in 1631

De Abdij van Sankt Georg was een tot de Zwabische Kreits behorende abdij binnen het Heilige Roomse Rijk. De abdij lag binnen de in rijksstad Isny; die plaats heet nu Isny im Allgäu.
De geschiedenis van de rijksabdij St. Georg in Isny begon met de stichting van de kerk door de graven van Alsthausen-Veringen.
De kerk werd in 1042 aan Jacobus Major en Joris gewijd en overgedragen aan benedictijnen uit Altshausen en Hirsau om er een klooster te stichten. Het klooster werd nog in hetzelfde jaar tot abdij verheven. Paus Paschalis II bevestigde in 1106 de stichting en nam de abdij in zijn bescherming aan.
Na 1171 werd op voormalig kloostergebied een marktvestiging aangelegd, die in 1235 tot stad werd verheven. Juridische twisten tussen de abdij en de stad Isny werden in 1290 bijgelegd.
In 1306 kwam de kloostervoogdij aan de drosten van Waldburg (Truchsess von Waldburg). In 1365 kreeg Isny de status van rijksstad. Na de Reformatie leidde dat tot grote problemen tussen de protestantse rijksstad en de katholieke abdij.
Bij de deling van het huis Waldburg in 1429 kreeg de tak Trauchburg-Scheer de kloostervoogdij. Na een lange strijd tussen de voogd en het klooster over de onafhankelijkheid van het klooster werd er in 1693 een vergelijk gesloten: de heren van Waldburg werden erfelijk kastenvoogd.
Sinds het eind van de vijftiende eeuw probeerde het klooster tevergeefs rijksvrij te worden. In 1781 kwam er een eind aan de voogdij van Waldburg en werd de volledige vrijheid verworven met landsheerlijkheid op de Viehweide, de Herrenberg, de Adelegg, de Blockwiesen en in Eisenbach. In 1782 werd de abt toegelaten tot de bank van de Zwabische rijksprelaten van de Rijksdag.
Paragraaf 24 van de Reichsdeputationshauptschluss van 25 februari 1803 regelde het volgende: de graaf van Quadt krijgt als schadeloosstelling voor het verlies van Wickrath en Schwanenberg de abdij en de stad Isny.
Artikel 24 van de Rijnbondakte van 12 juli 1806 stelde het graafschap Isny onder de soevereiniteit van het koninkrijk Württemberg: de mediatisering.